# Chris Sharrock
Chris Sharrock, född den 30 maj 1964, är en engelsk musiker (trummis). Sharrock har spelat tillsammans med The Icicle Works, The La's, World Party, The Lightning Seeds, Robbie Williams och Oasis. 
Efter att Oasis upphört att existera 2009, spelade Sharrock i Beady Eye. Beady Eye lades ner 2014, och 2016 började Sharrock att spela med Noel Gallagher's High Flying Birds.

## Relaterade artister
- The Cherry Boys (1980–1981)
- The Icicle Works (1981–1988)
- The La's (1988–1989)
- The Wild Swans (1990)
- World Party (1990–1997)
- The Lightning Seeds (1994–1996)
- Robbie Williams (1998–2006)
- Oasis (2008–2009)
- Beady Eye (2010–2014)
- Noel Gallagher's High Flying Birds (2016– )